# Grabie
Grabie es un pueblo en el distrito administrativo del municipio de Sośnie, comprendido en el distrito de Ostrów Wielkopolski, Voivodato de Gran Polonia, en el centro oeste de Polonia.